# Charaxes rhea
Charaxes rhea är en fjärilsart som beskrevs av Jacob Hübner 1799. Charaxes rhea ingår i släktet Charaxes och familjen praktfjärilar. Inga underarter finns listade i Catalogue of Life.